# 雅楽寮
雅楽寮（うたりょう、ががくりょう、うたまいのつかさ）は、律令制において治部省に属する機関である。『和名抄』ではうたまいのつかさとされている。唐名は大楽又は大楽署。

## 職掌
『日本書紀』の允恭天皇崩御の記事の際に新羅が崩御を悼んで派遣した使者には楽人が含まれていた話など、朝鮮半島三国（新羅・百済・高句麗）からの音楽が早い時期から伝わっていたと推定されている。また、持統天皇元年（687年）正月丙寅条には「楽官」と呼ばれる官司が登場し、雅楽寮の前身であったとみられている。
701年に大宝律令が制定され、雅楽寮は朝廷の音楽を司り、日本固有の歌舞と大陸の国々から伝来した外来歌舞の演奏を担当する役所として作られた。様々な公的行事で雅楽を演奏すること、また演奏者を養成することが職務である。演奏者として歌師・舞師・笛師・楽師が設置された。このうち前三者は倭楽（在来音楽）を、後者は雅楽（海外音楽）を担当し、後者は主に渡来人系の人が任じられた。楽師は令制では唐・新羅・高麗（高句麗）・百済及び呉楽である伎楽・腰鼓に分かれてそれぞれの音楽を担当した。また笛師の下には笛職人である笛工が付属した。
平安時代以降は楽所や大歌所・歌儛所・内教坊などの令外官や奏楽の職掌も負うことになった近衛府に押されて衰退したとされる。だが、実際には大同・弘仁年間に海外音楽の部門の充実が図られ、その後も重要な公的儀式では令外官の演奏は許されず、律令官司である雅楽寮のみが演奏を担当することができたことから、『延喜式』や『西宮記』でも雅楽寮に関する記述が多くみられ、少なくても11世紀初頭までは度々立て直しが図られてきた。
明治維新後、雅楽寮は三方楽所と統合されるなどの紆余曲折を経て宮内省式部職楽部（がくぶ）に改組され（1908年（明治41年））、現在の宮内庁にそのまま引き継がれる。今日の「君が代」の作曲者・林廣守や雅楽演奏家の東儀秀樹はここの出身である。

## 職員
- 頭（従五位下相当 唐名:大楽令、協律郎）1名
- 助（従六位上相当 唐名:大楽郎、大楽令史）1名
- 允（正七位下相当 唐名:大楽丞、協律士）1名
- 属（大属:従八位下相当　少属:大初位上相当 唐名:大楽府、大楽主簿、大楽署府）各1名

- 歌師（うたのし）
  - 歌人
  - 歌女
- 舞師（まいのし・従八位上・田舞、五節舞など4つの分課がある）
  - 舞生
- 笛師（ふえのし・従八位上
  - 笛生
  - 笛工
- 唐楽師（とうがくのし・従八位上・横笛、尺八など12の分課がある）
  - 唐楽生
- 高麗楽師（こまがくのし・従八位上・横笛、鼓など6つの分課がある）
  - 高麗楽生
- 新羅楽師（しらぎがくのし・従八位上・琴、舞の2つの分課がある）
  - 新羅楽生
- 百済楽師（くだらがくのし・従八位上・歌、舞など6つの分課がある）
  - 百済楽生
- 伎楽師（ぎのがくし・従八位上
  - 伎楽生
- 腰鼓師（くれつづみのし・従八位上・廃止）
  - 腰鼓生
- 度羅楽師（とらのがくし・従八位上・新設）
- 林邑楽師（りんゆうのがくし・従八位上・新設）

- 楽戸　楽生の予備とされた品部、伎楽・腰鼓生は楽戸から採られた

- 史生　新設
- 使部
- 直丁